# Mikrolit (ásvány)
A mikrolit a vulkáni kőzetek alapanyagában vagy elegyrészeiben ama mikroszkópos kicsinységű kristályegyének, melyeknek lapjai nem mutatnak egészen éles határvonalakat, de gyakran nagyon nehéz annak meghatározása, hogy mely ásványi anyag alkotja őket. A kristályképződésnek úgyszólván első stádiumai, a továbbképzésben megakadályozta őket az anyagnak gyors megmerevedése. Leggyakrabban vulkáni üregekben találni őket, éspedig a legkülönfélébb alakokban és viszonyok között. Vagy egészen rendezetlenül helyezkedtek el, vagy pedig egyenes vonalakban, vagy követve a megmerevedés előtt izzón folyós anyag hullámzását, mely esetben az illető anyag egykori folyóssága ismerhető fel. Néha az ásványi elegyrészekben egészen szabályos övekben helyezkednek el, és az illető ásványi elegyrész öves, héjas szerkezetének lehetnek okozói. Alakjukat illetően tű-, pálcika-, tüske-, csillag-, fonal-, csavar- stb. alakúak, ami szerint azután más-más a nevük: belonit, krisztallit, trichit, longulit, globulit, margarit.